# Gefährdete Mädchen (film 1928)
Gefährdete Mädchen è un film muto del 1928 diretto da Hans-Otto Löwenstein.

## Produzione
Il film fu prodotto dalla Feindt-Film e Ottol-Film.

## Distribuzione
Il film venne presentato a Vienna il 6 aprile 1928.